# ويليام جوزيف رينبو
ويليام جوزيف رينبو (بالإنجليزية: William Joseph Rainbow)‏ هو عالم حشرات وصحفي أسترالي، ولد في 1856 في يوركشاير في المملكة المتحدة، وتوفي في 1919 في سيدني في أستراليا.